# Zračna luka Haneda
Međunarodna zračna luka Tokio (jap. 东京 国际 空港 Tokyo Kokusai Kūkō), poznatiji kao Zračna luka Haneda (IATA: HND, ICAO: RJTT; jap. 羽 田 空港 Haneda Kūkō), je jedna od dvije glavne zračne luke kojim se služi područje Veliki Tokio u Japanu. Nalazi se u tokijskoj općini Ōta 14 km južno od željezničke stanice Tokio.
Zračna luka Haneda u 2010. godini imala je 64.211.074 putnika. Po broju putnika to je druga najprometnija zračna luka u Aziji i peta najprometnija u svijetu, nakon Atlante, Pekinga, Chicaga i Londona. 
Haneda je glavna baza dvaju velikih domaćih zrakoplovnih tvrtki, Japan Airlinesa (Terminal 1) i All Nippon Airways (Terminal 2), kao i niskotarifnih tvrtki Hokkaido International Airlines, Skymark Airlines, Skynet Asia Airways i StarFlyer. 
U prosincu 2009. ForbesTraveller.com daje priznanje zračnoj luci Hanedai kao najtočnijoj zračnoj luci na svijetu dvije godine zaredom, s 94,3% točnosti odlazaka na vrijeme i 88,6% točnosti dolazaka.

## Vanjske poveznice
|  | Zajednički poslužitelj ima još gradiva o temi Zračna luka Haneda |

- Muđunarodna zračna luka Tokio  Arhivirana inačica izvorne stranice od 23. veljače 2009. (Wayback Machine) (engl.)
- Zračna luka Haneda - informacije (engl.)